# Otón IV del Sacro Imperio Romano Germánico
Otón IV de Brunswick (hacia 1175-19 de mayo de 1218), perteneciente a la Casa de Welf, fue rey de Alemania (1208-1215) y emperador del Sacro Imperio Romano Germánico desde 1209 hasta su abdicación forzosa en 1215.

## Biografía

### Primeros años
Hijo tercero de Enrique el León, Duque de Baviera y Sajonia, y Matilde Plantagenet. Su lugar de nacimiento es desconocido. Fue criado en Inglaterra en la corte de su abuelo Enrique II durante el exilio de su padre, en donde pasó a estar muy unido a su tío materno, el futuro Ricardo Corazón de León, el cual nombró a Otón earl de York antes de partir a la Tercera Cruzada. Sin embargo, la validez o autenticidad de esta concesión fue puesta en duda por los vasallos de Yorkshire, los cuales impidieron a Otón que tomara posesión del título, el cual siguió reclamando sin éxito aún convertido en rey de Alemania.
En 1195, su tío había vuelto de la cruzada e intentó casar a Otón con Margarita de Escocia, hija de Guillermo el León, el cual no contaba con hijos varones. El nacimiento de un hijo del rey escocés en 1198 abortó el proyecto de matrimonio y privó a Otón de su posibilidad de reinar en Escocia. Para recompensarlo, Ricardo I le nombró conde de Poitiers en 1196, desde donde asistió a su tío en su guerra con Felipe II de Francia.

### Conflicto con Felipe de Suabia
Después de la muerte del emperador Enrique VI en 1197, el hijo de este, Federico II, fue su aparente sucesor como Rey de Romanos. No obstante, la debilidad y las perspectivas de gobierno de un niño rey hicieron que fuera el tío de este, Felipe de Suabia, el que fuera aclamado rey por la nobleza del sur del reino, en donde la dinastía Hohenstaufen tenía su centro de poder. La rivalidad entre las casas Welf y Hohenstaufen volvió a manifestarse cuando los nobles descontentos con la elección de Felipe, instigados por Ricardo de Inglaterra, decidieron nombrar un monarca de la casa Welf y al encontrarse su hermano mayor ausente en campaña, la elección recayó sobre Otón, el cual contó rápidamente con el apoyo de la nobleza del noroeste del reino y fue elegido Rey de Romanos por sus partidarios en Colonia el 9 de junio de 1198, para ser coronado posteriormente en Aquisgrán por el arzobispo de Colonia. Esto fue de gran importancia, pues solo el arzobispo de dicha localidad podía coronar al rey de Alemania. Empero, las joyas e insignias del título permanecieron en poder de Felipe de Suabia.
El conflicto del Imperio entroncó con el latente entre los reinos de Francia e Inglaterra, tomando Felipe partido por el rey francés y Otón por su tío Ricardo y tras la muerte de este por su sucesor, su otro tío Juan I.
El papado, mientras tanto bajo el pontificado de Inocencio III, continuaba previniendo la unificación de Sicilia en el Imperio, lo cual debilitaría su poder e influencia, con lo que apoyó a Otón con el fin de debilitar a la casa Hohenstaufen, con el joven sobrino de Felipe, Federico II ahora rey de Sicilia. Al mismo tiempo, el papa alentaba a las ciudades de Toscana a formar una liga puesta bajo su protección con el fin de debilitar el poder imperial y reclamaba Ancona y Spoleto como feudos papales aprovechando la confusión reinante. En 1201 Inocencio reconoció a Otón como rey legítimo mientras este respaldara sus pretensiones en Italia.
A pesar de la deserción de Otakar I de Bohemia del bando de los Hohenstaufen y la ayuda prestada por el rey Valdemar II de Dinamarca, la guerra civil consecuente favoreció a Felipe, el cual consiguió hacerse coronar rey por segunda vez, esta vez por el arzobispo de Colonia.

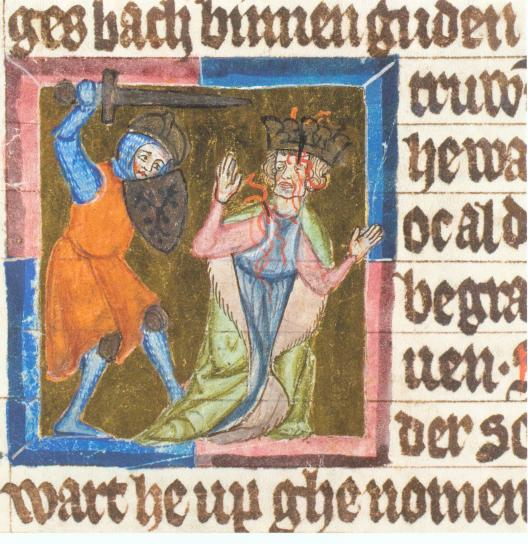
Asesinato de Felipe de Suabia

En los siguientes años, la situación de Otón pasó a complicarse tras la derrota de Inglaterra por Francia y los fondos que este reino proporcionaba a su causa, lo cual también propició el abandono de muchos de sus partidarios, como el de su propio hermano. Finalmente Otón fue capturado tras una batalla en los alrededores de Wassenberg el 27 de julio de 1207 por las fuerzas de Felipe, el cual pasó a ser reconocido como legítimo rey por el papa. Otón fue forzado a retirarse a sus posesiones en Brunswick, dejando a Felipe como emperador indiscutible.
Inocencio III obligó a los dos contendientes a entablar negociaciones en Colonia, en donde Felipe ofreció a Otón la mano de su hija Beatriz junto con el ducado de Suabia y una enorme dote. Sin embargo, el acuerdo fue rechazado por Otón y, a punto de comenzar una nueva guerra civil, Felipe fue asesinado en la boda de su sobrina Beatriz II de Borgoña. La complicidad de Otón en el asesinato nunca se ha podido probar.

### Emperador
Poco después de la muerte de Felipe, Otón se comprometió con la hija del asesinado, de 10 años de edad, y buscó reconciliarse con los partidarios de los Hohenstaufen; el 11 de noviembre de 1208 ganó el apoyo de todos los príncipes electores a los que prometió no hacer reclamaciones hereditarias a la corona imperial en favor de los hijos que pudiera tener. También se reconcilió con Inocencio III, al cual le prometió restituir al papado todos los territorios recibidos desde la donación de Luis el Piadoso cuatrocientos años antes. Viajando hacia Roma, paró en Milán, donde recibió la Corona de Hierro lombarda y fue intitulado rey de Italia. Después se encontró con el papa en Viterbo, para luego ser coronado el 21 de octubre de 1209 en la basílica de San Pedro, aunque al poco tiempo hubo de abandonar la ciudad tras las disturbios sucedidos en la misma.
No contento con todos estos logros, Inocencio también obtuvo de Otón concesiones firmadas, en las cuales dejaba en manos del papado la elección de los obispos alemanes y la entrega de todos los ingresos de las sedes vacantes con las que se había nutrido el tesoro imperial.
Tras abandonar Roma, se dirigió a Pisa, adonde llegó el 20 de noviembre y, aconsejado por sus colaboradores más cercanos, decidió incumplir las promesas dadas al papa e intentar restaurar el poder imperial en Italia. Tras su consagración por el papa, expulsó a las tropas pontificias de Ancona y Spoleto, declarándolos feudos imperiales y reclamando a Federico II, ahora protegido del papa, un homenaje como vasallo suyo por las posesiones de este en Calabria y Apulia, el cual este rehusó hacer, pasando Otón a declarar esos feudos requisados. Al poco marchó hacia Roma, donde obligó a Inocencio III a anular el Concordato de Worms y a reconocer el derecho imperial a hacer nominaciones a las sedes vacantes.

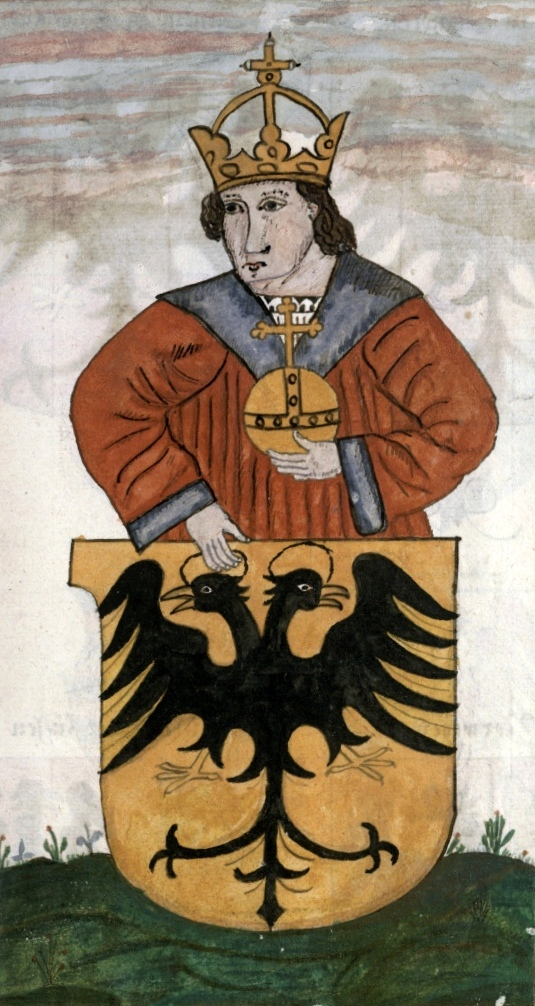
Otón IV en un códice alemán del siglo XVI

Esta serie de acciones enfurecieron al papa, el cual excomulgó a Otón el 18 de noviembre de 1210. Mientras, trató de conquistar Sicilia, cuyo gobernante se encontraba bajo la protección de Inocencio III. Sin embargo, los príncipes alemanes se sintieron pronto cansados de Otón, a quien vieron más interesado en los asuntos italianos y en su conflicto con el papa que en defender el norte de su reino de los ataques de Valdemar II de Dinamarca, el cual aprovechó las distracciones de Otón invadiendo el norte del Imperio y pasando a dominar el mar Báltico desde Holstein hasta Livonia. Finalmente, numerosos príncipes del Imperio, instigados por Felipe II de Francia y con el consentimiento del Papa, depusieron a Otón y eligieron a Federico II, el último Hohenstaufen vivo, como emperador en la Dieta de Núremberg de 1211.
A pesar de declarar su arrepentimiento y prometer llevar a cabo todo lo acordado con el papado, Inocencio III acabó reconociendo a Federico como emperador electo.
Otón retornó a Alemania para lidiar con la situación, intentando salvarse del desastre que se avecinaba. Se encontró con que la mayoría de los príncipes y obispos se habían aliado con Federico y que este había salido de Italia y llegado a Constanza. Poco después, en el verano de 1212, su esposa Beatriz murió y, junto con la llegada de Federico y su ejército, muchos antiguos partidarios de los Hohenstaufen desertaron de las filas de Otón, forzando a este a retirarse a Colonia. El 5 de diciembre de ese año Federico volvió a ser elegido Rey de Romanos por segunda vez por la mayoría de los príncipes.
La ayuda prestada por el rey de Francia a los partidarios de los Hohenstaufen hizo que Juan I de Inglaterra acudiera en ayuda de su sobrino Otón. La siguiente destrucción de la flota francesa en 1213 proyectó la invasión conjunta de Francia entre Otón y su tío, la cual comenzó en febrero de 1214 con el ejército del rey Juan avanzando por el Loira, el cual esperaba un ataque simultáneo del ejército imperial en Flandes. Sin embargo, los ejércitos nunca llegaron a ponerse de acuerdo. El 27 de julio, ambos ejércitos se encontraron en las proximidades del río Marque, cerca del puente de Bouvines, que dará nombre a la batalla. A pesar de que los aliados contaban con veinticinco mil hombres frente a los diez mil del monarca francés, la batalla fue ajustada pero se perdió definitivamente cuando Otón fue sacado del campo por su caballo asustado y herido, lo cual desanimó a sus tropas e inclinó la balanza a favor del rey de Francia.
El resultado de la batalla de Bouvines permitió a Federico tomar Aquisgrán y Colonia, forzando a Otón a retirarse a sus posesiones en Brunswick y a abdicar del trono en 1215. Moriría de enfermedad tres años después en sus dominios, siendo el primer y el último emperador Welf.

## Matrimonios
Contrajo dos veces matrimonio. Su primera esposa fue Beatriz de Hohenstaufen, hija de su rival el duque de Suabia, Felipe de Hohenstaufen. En segundas nupcias se casó con María de Brabante en 1214, hija de Enrique I, duque de Brabante. 
No tuvo hijos con ninguna de sus esposas.

## Sucesión
| Predecesor: Enrique VI       | Rey de romanos 1198-1208 Rey rival 1208-1209 Rey legitimo | Sucesor: Federico II  |
| Predecesor: Enrique VI       | Emperador del Sacro Imperio Romano Germánico 1209-1215    | Sucesor: Federico II  |
| Predecesor: Felipe de Suabia | Duque de Suabia 1208-1212                                 | Sucesor: Federico VII |
| Predecesor: Enrique VI       | Rey de Italia 1198-1212                                   | Sucesor: Federico II  |

- Datos: Q151457
- Multimedia: Otto IV, Holy Roman Emperor / Q151457